# Lipotactes vittifemur
Lipotactes vittifemur är en insektsart som beskrevs av Heinrich Hugo Karny 1924. Lipotactes vittifemur ingår i släktet Lipotactes och familjen vårtbitare. Inga underarter finns listade i Catalogue of Life.